# Byranadoddi, Malur
Byranadoddi là một làng thuộc tehsil Malur, huyện Kolar, bang Karnataka, Ấn Độ.